# Waszkowskie
Waszkowskie [pronunciación en polaco: /vaʂˈkɔfskʲɛ/] es un pueblo ubicado en el distrito administrativo de Gmina Burzenin, dentro del condado de Sieradz, Voivodato de Łódź, en el centro de Polonia. Se encuentra a unos 6 kilómetros al suroeste de Burzenin, a 20 kilómetros al sur de Sieradz, y a 63 kilómetros al suroeste de la capital regional Łódź.